# 久喜ようた
久喜 ようた（くき ようた、1987年 〈昭和62年〉12月7日- ）は、日本の画家、モデル 。

## 人物
性自認はノンバイナリージェンダー。性別適合手術を経て戸籍の性別を男性に変更した。発達障害、自閉スペクトラム症（ASD）。幼少期から社会へ違和感を持ち、二元論に捉われない絵を描き始める。

## 来歴
2020年から胴体・腕・足・頭を11セクションに分けて物語を綴る「360度細密画キューピー人形」の作品制作を開始。2021年からNFT電子市場「KnowOrigin」に写真作品を出品。
2022年以降、マッキーペンのみを用い瞬間を捉えるライブドローイングのスタイルを確立。「日常の瞬間を記録する」「アートをもっと身近に」をテーマとし、全国各地に滞在し創作活動を続ける
。
2023年6月、批評家の切通理作が店主を務めるネオ書房＠ワンダー神保町店で初の個展「109の煩悩」を開催、人体へのライブドローイングも積極的に手がけた。

## 展覧会
- 「109の煩悩」ネオ書房＠ワンダー神保町店（2023年5月20日 - 6月4日）

## 受賞
- 「14人のcali≠gariロゴ コンペティション」石井賞受賞

## 出版物

### 詩画集
- 『2022 石垣島、夢を見る島の真裏で。』社会評論社、2022年ISBN 978-4784519248

### 特集
- フリーペーパー『暇』2023年5月号外『久喜ようたとやはり厚木をやる旅』（TRASHBOOKS）[7]